# Мещовський повіт
Мещовський повіт — історична адміністративно-територіальна одиниця у складі Смоленської, пізніше Московської та Калузької губерній, що існувала у 1708–1927 роках. Повітове місто — Мещовськ.

## Географія
Повіт розташовувався у центральній частині Калузької губернії, на півночі межував зі Смоленською губернією. Площа повіту 1897 року становила 2 415,7  верст² (2 749 км²), 1926 року — 3 108 км².

## Історія
Юридично Мещовський повіт було сформовано 1708 року під час проведення адміністративної реформи Петра I, коли його було віднесено до Смоленської губернії. 1713 року Смоленську губернію було ліквідовано і Мещовський повіт відійшов до Московської, а 1719 — до Калузької провінції Московської губернії).
1776 року Мещовський повіт віднесено до новоствореного Калузького намісництва, яке 1796 року було перетворено на Калузьку губернію.
1797 року до складу повіту увійшла територія ліквідованого Серпейського повіту.
1927 року повіт було ліквідовано, його територія увійшла до складу знову створеного Сухініцького повіту.

## Адміністративний поділ
1913 року у складі повіту було 19 волостей:
- Борятинська,
- Гостинська,
- Єропкінська,
- Конецпольська,
- Мошонська,
- Месницька,
- Новосельська,
- Пісківська (центр — с. Комарівка),
- Підкопаївська,
- Попковська,
- Ратьковська,
- Сабуровщинська,
- Серебринська,
- Стреленська,
- Троснянська,
- Утешевська,
- Фроловська,
- Чемоданівська,
- Щелканівська.

До 1926 року волостей стало 7:
- Бабинінська,
- Мещовська,
- Мошонська,
- Серпейська,
- Троснянська,
- Утешевська,
- Щелканівська.

## Населення
За даними перепису 1897 року в повіті проживало 96 477 чоловік. В тому числі росіян — 99,8 %. У повітовому Мещовську проживало 3 635 чоловік, в заштатному Серпейську — 1034 чоловік.
За підсумками всесоюзного перепису населення 1926 року населення повіту склало 136 595 чоловік, із них міське (місто Мещовськ) — 2 724 чоловік.